# 万座・鹿沢口駅

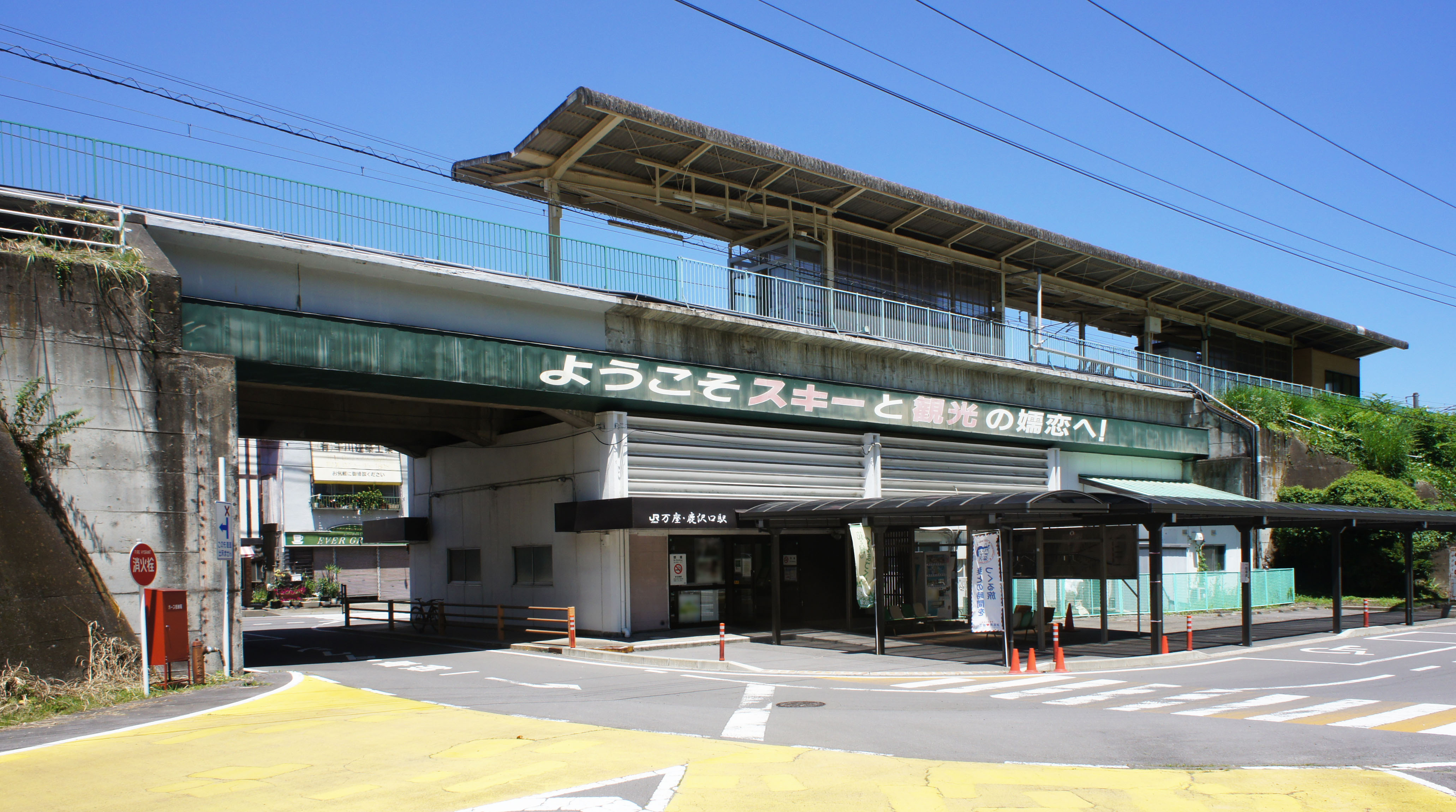
南口（2021年7月）

万座・鹿沢口駅（まんざ・かざわぐちえき）は、群馬県吾妻郡嬬恋村大字鎌原にある、東日本旅客鉄道（JR東日本）吾妻線の駅である。

## 概要
嬬恋村の中心駅で、万座温泉の最寄駅。駅名決定に際して万座温泉と鹿沢温泉が互いに自らの名前を主張し譲らなかったことから、折衷案として現在の駅名となった。なお、当駅を発着していた国鉄バス（鹿沢菅平線→後のJRバス関東鹿沢線。2007年3月31日廃止）では車両の側面方向幕において当駅を「万鹿口」と省略して表示していた。
大半の列車が当駅で折り返しとなり、吾妻線の終点である次駅の大前まで運転されるのは、現行ダイヤで下り4本・上り5本のみで、日中は6時間以上の間隔が開く。なお、2016年3月のダイヤ改正で特急「草津」（当時）の当駅への定期運行がなくなり、定期列車は普通列車のみとなった。
名称に「・」（中黒）が入る数少ない駅であり、JRの鉄道駅では唯一である。

## 歴史
- 1971年（昭和46年）3月7日：吾妻線長野原駅（現：長野原草津口駅） - 大前駅間開業の際に開設[1]。開業当時は業務委託駅であった[3]。
- 1974年（昭和49年）5月：駅レンタカー営業開始[4]。※現在は営業終了
- 1985年（昭和60年）3月14日：駅員無配置駅となる[5]。
- 1987年（昭和62年）4月1日：国鉄分割民営化により、JR東日本の駅となる[6]。
- 2006年（平成18年）3月3日：みどりの窓口の営業を終了し、「もしもし券売機Kaeruくん」を設置[7]。
- 2012年（平成24年）
  - 2月8日：「もしもし券売機Kaeruくん」営業終了[8]。
  - 2月9日：指定席券売機導入[8]。
- 2014年（平成26年）10月1日：東京近郊区間に編入され、ICカード「Suica」が利用可能となる[9]。
- 2016年（平成28年）3月26日：特急「草津」号の定期乗り入れがなくなる（以降は臨時列車のみの乗り入れ）。
- 2017年（平成29年）4月1日：終日無人駅となる[10]。同時に指定席券売機も廃止。

## 駅構造
単式ホーム1面1線を有する高架駅。ホーム上に待合室を有するほか、1階にはトイレを備える。エレベーター等のバリアフリー設備はない。
当駅では列車留置ができないため、必要な場合は羽根尾駅・長野原草津口駅・大前駅へ回送し留置や待避を行う。
将来的には1面2線化が可能な構造で、ホームは島式形状を採用し、駅前後には分岐器を設置可能なスペースを設けている。
長野原草津口駅管理の無人駅。簡易Suica改札機が設置されている。
2006年にみどりの窓口が廃止され、その代替として「もしもし券売機Kaeruくん」が設置されたが、2012年に営業終了し撤去された。その後指定席券売機が設置されていたが、無人化に伴い2017年に指定席券売機の営業を終了した。

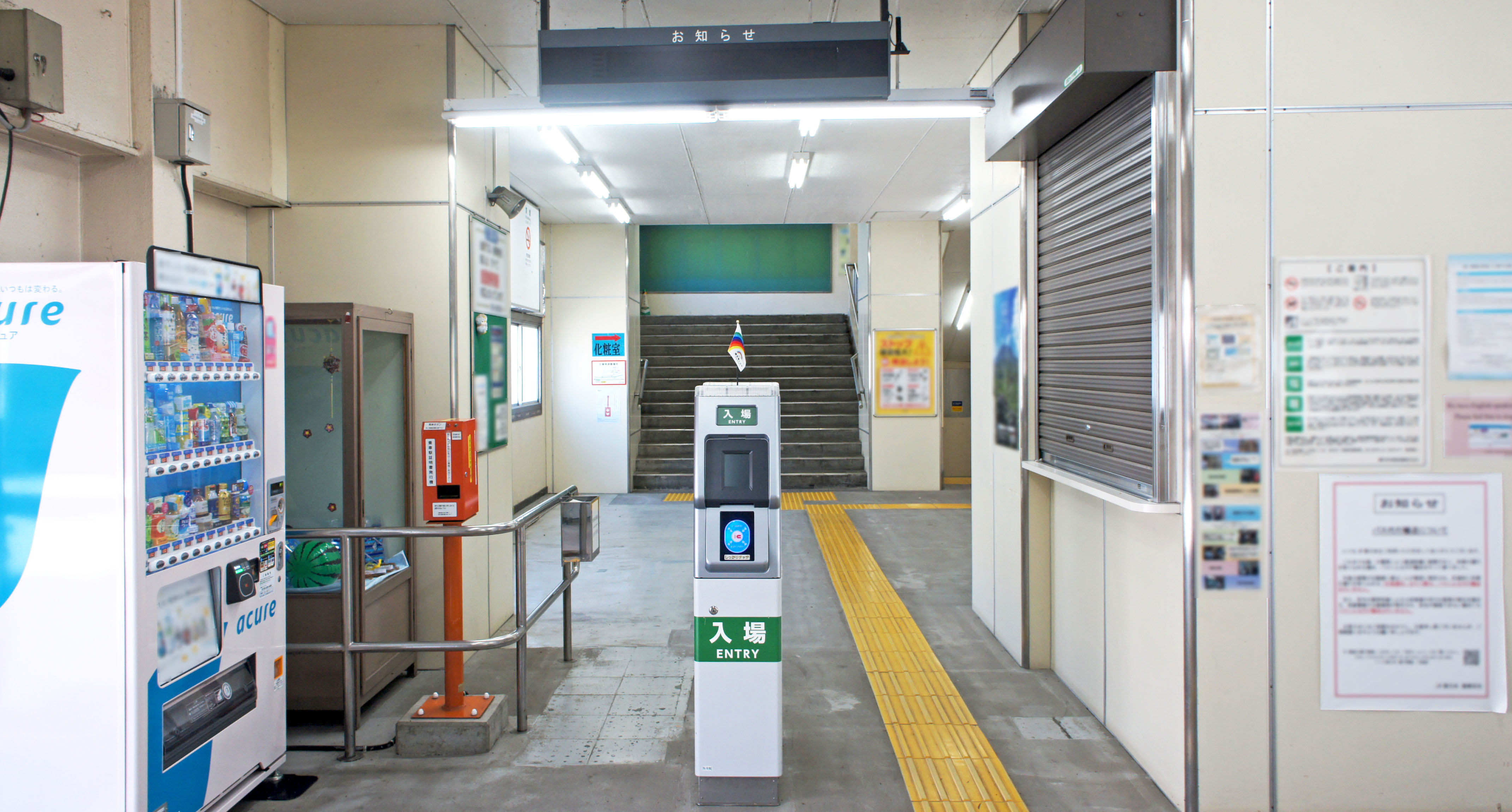
改札口（2021年7月）
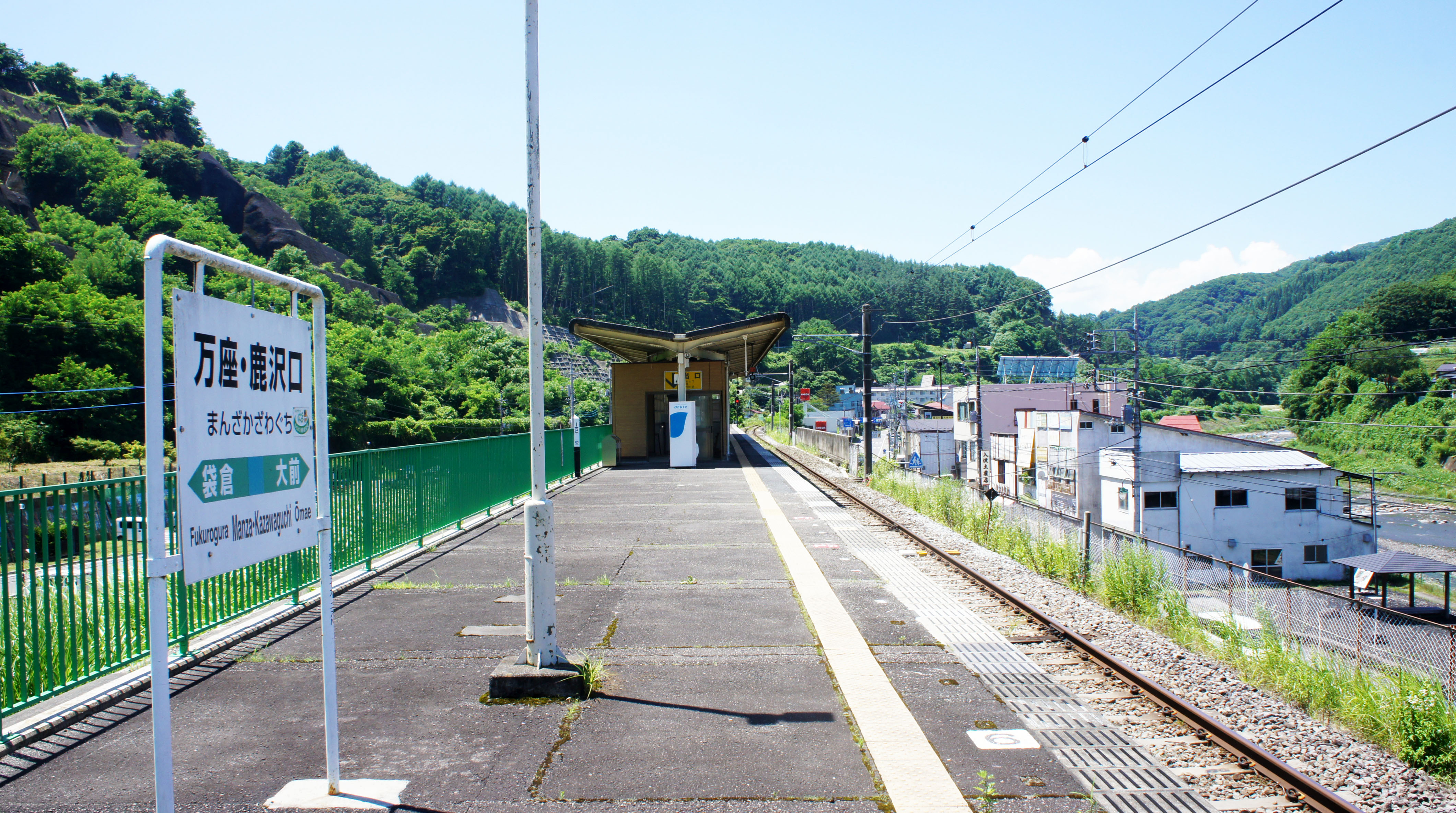
ホーム（2021年7月）

## 利用状況
JR東日本によると、2000年度（平成12年度）- 2015年度（平成27年度）の1日平均乗車人員の推移は以下のとおりであった。
| 乗車人員推移       | 乗車人員推移     | 乗車人員推移    |
| 年度               | 1日平均 乗車人員 | 出典            |
| ------------------ | ---------------- | --------------- |
| 2000年（平成12年） | 347              | [ 利用客数 1 ]  |
| 2001年（平成13年） | 344              | [ 利用客数 2 ]  |
| 2002年（平成14年） | 350              | [ 利用客数 3 ]  |
| 2003年（平成15年） | 360              | [ 利用客数 4 ]  |
| 2004年（平成16年） | 350              | [ 利用客数 5 ]  |
| 2005年（平成17年） | 349              | [ 利用客数 6 ]  |
| 2006年（平成18年） | 334              | [ 利用客数 7 ]  |
| 2007年（平成19年） | 344              | [ 利用客数 8 ]  |
| 2008年（平成20年） | 327              | [ 利用客数 9 ]  |
| 2009年（平成21年） | 291              | [ 利用客数 10 ] |
| 2010年（平成22年） | 296              | [ 利用客数 11 ] |
| 2011年（平成23年） | 261              | [ 利用客数 12 ] |
| 2012年（平成24年） | 288              | [ 利用客数 13 ] |
| 2013年（平成25年） | 264              | [ 利用客数 14 ] |
| 2014年（平成26年） | 232              | [ 利用客数 15 ] |
| 2015年（平成27年） | 205              | [ 利用客数 16 ] |

## 駅周辺
- 群馬県中之条土木事務所三原事業所
- 嬬恋村立東部小学校
- 群馬県立嬬恋高等学校
- 嬬恋村観光協会（観光案内所）
- 国道144号
- 鬼押ハイウェー
- 中居屋重兵衛生家・誕生の地記念碑・墓
- 三原郵便局
- 草軽電気鉄道上州三原駅跡[11] - 草軽電気鉄道は吾妻線開業前に廃止されているため、当駅と同時に存在したことはなかった。
- 笹平竣工記念碑

## バス路線

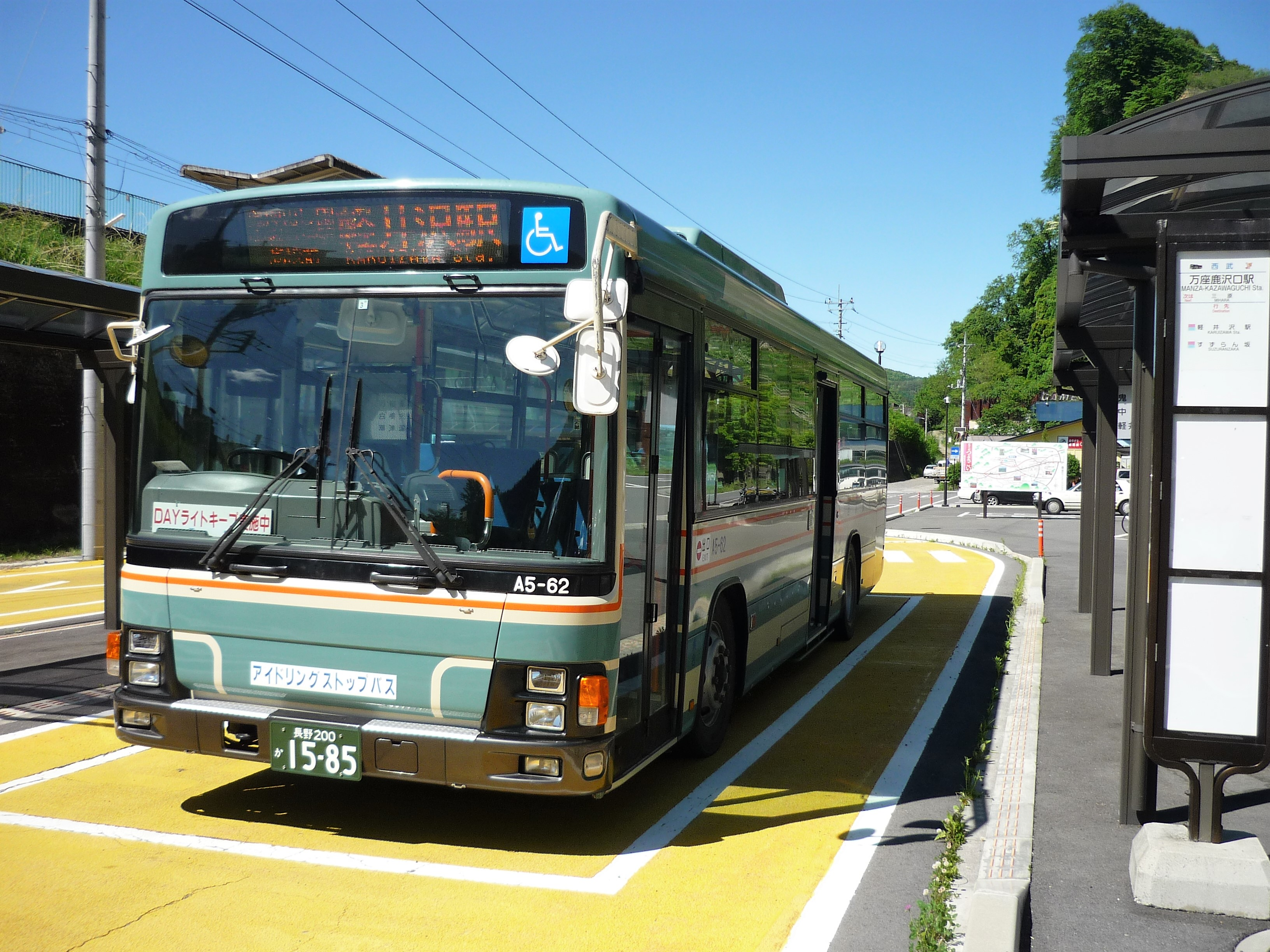
バスのりば（2017年5月）

西武観光バスと上田バスが軽井沢・万座温泉・草津温泉・新鹿沢温泉・上田駅方面へ運行する路線が発着している。
過去には、JRバス関東が鹿沢温泉方面に、草軽交通が草津温泉方面に運行していた。

## 隣の駅
東日本旅客鉄道（JR東日本）
■吾妻線
袋倉駅 - 万座・鹿沢口駅 - 大前駅

### 記事本文